# يوسف المستنجد بالله
أمِيرُ اَلْمُؤْمِنِين وَخَلِيفَةُ المُسْلِمِين أبُو المُظَفَّر يُوسف المُسْتَنْجِد بالله بن مُحَمَّد المُقْتَفي بن أحمَد المُسْتَظْهِر بن عَبد الله المُقْتَدي بن مُحَمَّد ذخيرةُ الدين بن عَبدُ الله القائم اَلْعَبَّاسِي اَلْهَاشِمِيِّ اَلْقُرَشِيِّ (518 - الثَّامِن من ربيع الآخر 566 هـ / 1124 - الخامِس والعُشْرُون من دِيسَمْبَر 1170 م)، المعرُوف اختصارًا باسم المُسْتَنْجِد أو المُسْتَنْجِد بالله، هو الخليفة الثَّانِي والثَّلاثُون من خُلفاء بَني العبَّاس.
حكم في بغداد بين عامي 1160 و1170. كان ابن الخليفة السابق له المقتفي لأمر الله. وصف بالعدل، حيث كان شديداً على المفسدين. كما كان ذكياً، وكان له معرفة في الفلك.

## نسبه ومولده
هو أبو المظفر المستنجد بالله يوسف بن المقتفي بالله محمد بن المستظهر بالله أحمد العباسي، الهاشمي البغدادي الملقب بأمير المؤمنين. ولد في مدينة بغداد سنة 518هـ / 1124م، من والدة كرجية تسمى طاؤوس.

## خلافته
عند موت ابيه المقتفي لأمر الله سنة 555هـ/ 1106م، تآمرت محظية ابيه ام علي لإزاحة المستنجد بالله عن السلطة ودعت الامراء والقادة للتخلص منه وتنصيب ابنها علي خليفة، وكانت خطتها تنص على استقدام المستنجد لحضور جثمان ابيه فتكمن له مع جواريها وابنها وهم مدججون بالسيوف والسكاكين، لكن خادماً للمستنجد فضح المؤامرة، فجاء المستنجد وهو يرتدي درعاً وشهر سيفه وضرب إحدى الجواري ففزعن وامر باعتقال أخيه علي وأمه وحبسهما، وأغرق الجواري المشاركات في محاولة الاغتيال، فتمكن من الجلوس على عرش الخلافة بلا منازع.
كان المستنجد بالله ينشد الشعر وله في ذكر الشيب الابيات المعروفة عيرتني بالشيب والتي يغنيها الفنان العراقي ناظم الغزالي في واحدة من أشهر اغانيه.
في خلافته، انتهت الدولة الفاطمية أخيرًا على يد صلاح الدين الايوبي بعدما استمرت 260 عامًا، وعادت تبعية مصر للخلافة.

## من شعره
و له في بخيل:

## وفاته
توفي المستنجد بالله يوسف بعد أن عاش ثمان وأربعين سنة قضى منها إحدى عشرة سنة وشهر واحد في الخلافة، يوم الجمعة تاريخ 8 ربيع الآخر 566هـ الموافق 25 ديسمبر 1170م، وقيل في يوم السبت تاريخ 2 ربيع الآخر 566هـ الموافق 19 ديسمبر 1170م.